# Бай мудань
Бай Мудань (кит. упр. 白牡丹, пиньинь Bái mǔdān, «белый пион») — китайский белый чай. Место произрастания: Китай, север провинции Фуцзянь, горы Уишань.
В настоящее время этот чай главным образом производится в уездах Чжэнхэ, Цзяньян, Сунси городского округа Наньпин и уезде Фудин городского округа Ниндэ.

## Производство
Используется почка и два листа одинакового размера чайного дерева сорта Дабайча («Большой белый чай»). Обычно для белого чая собирают только самые молодые полураспустившиеся листья первого урожая, полуприкрытые белыми волосками раскрытой чайной почки. Для элитных белых чаёв собирается либо только верхний листик (типса), либо типса и ещё один следующий за ней листик.
Процесс производства настоящего Бай Мудань необыкновенно тонок и трудоёмок. При грубом отступлении от технологии никогда не дает настоящего аромата и вкуса.

## Заваривание
Заваривать белый чай надо обязательно мягкой и не слишком горячей водой (50−60°С): так как он имеет особую концентрацию эфирных масел, придающих ему изысканный аромат, при заваривании чересчур горячей водой может его потерять.
При заваривании чая Бай Мудань из-за его пушистости и лёгкости сто́ит класть побольше чайного листа.

## Влияние на организм
Бай Мудань, по мнению китайских специалистов, идеально убирает избыточный жар, регулирует эмоциональное состояние, одновременно тонизирует и расслабляет, создавая ощущение приятного комфорта и покоя. Идеально подходит для чаепития в тёплое и жаркое время года.